# Киньонес де Леон, Хосе Мария
Хосе Мария Киньонес де Леон-и-Вихиль (исп. José María Quiñones de León y Vigil; Тораль-де-лос-Гусманес, 2 февраля 1788 – Мадрид, 25 января 1853) — испанский государственный деятель. Министр финансов Испании с сентября по декабрь 1838. Депутат и пожизненный сенатор от провинции Леон. IV Маркиз де Монтевирген, IV Маркиз де Сан-Карлос.

## Биография
Хосе Мария Киньонес родился в Торале-де-лос-Гусманес, в семье Хуана Мануэля де Киньонеса, III маркиза де Монтевирген. В 1807 году Хосе женился на Марии Франциске Рамоне Санталье, дочери богатого землевладельца из Эль-Бьерсо. Вместе они поселились в Кампонарае, откуда в 1808 году чета переехала в Леон, где Хосе через суд получил право на титул IV маркиза де Монтевирген. В 1821 году ему была предложена должность комиссара Леонской епархии, на которой он должен был следить за движениями активов духовенства. Отказавшись от этого поста, Хосе благодаря тесным связям с министром финансов Фелипе Сьерра Памблеем, занял пост чиновника в министерстве финансов, где сразу же снискал славу либерального политика. В период с июля 1834 по январь 1836 года Хосе был аккредитован в качестве члена суда Королевского статута. Таким образом, он стал принадлежать к небольшой группе оппозиционных адвокатов, пользующихся «правом петиции» для ликвидации старого режима. В 1835 году Хосе Мария возглавил партию умеренных либералов. В 1837 он был избран депутатом от своей родной провинции. С сентября по ноябрь 1838 года ему довелось занять пост министра финансов в правительстве Бернардино Фернандеса де Веласко. В 1847 году он был назначен пожизненным сенатором от Леона.